# Maturacja

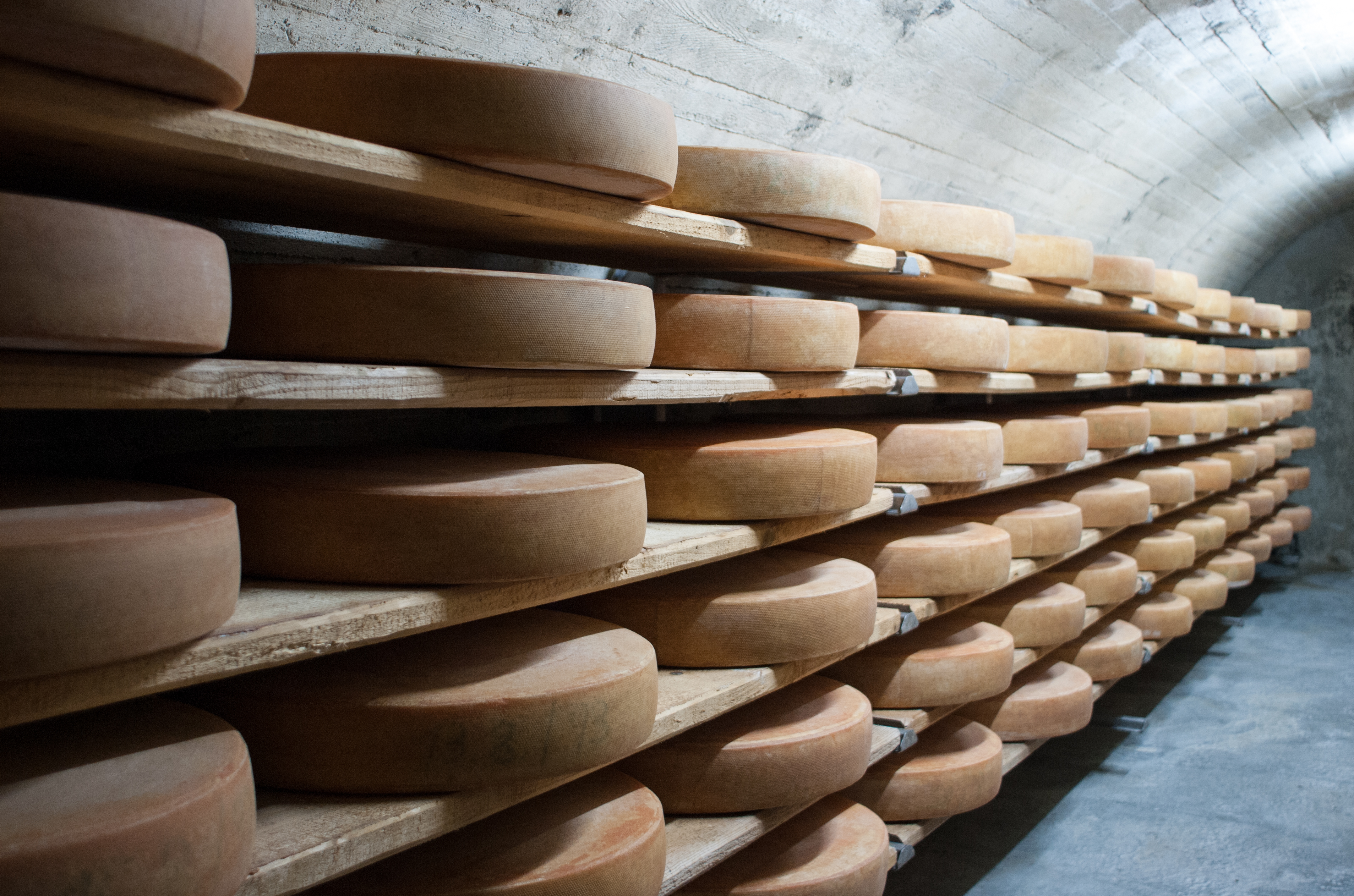
Dojrzewalnia sera w Tyrolu

Maturacja (łac. maturatio, dojrzewanie produktów spożywczych) – proces technologiczny stosowany dla niektórych produktów spożywczych, w którym pozwala się na zachodzenie naturalnych przemian podczas celowo przedłużonego przechowywania produktu w celu uzyskania lepszych walorów organoleptycznych.

## Wiadomości ogólne
Przemiany te następują powoli i samoistnie pod wpływem zachodzących procesów enzymatycznych przy udziale odpowiednich do danego produktu drobnoustrojów. Proces prowadzi się w ustalonej temperaturze i przy kontrolowanym dostępie powietrza o właściwej wilgotności powietrza.
Przykłady produktów dojrzewających: niektóre napoje alkoholowe (np. koniak, wino, piwo), niektóre sery, niektóre wędliny.

## Dojrzewanie mięs
Mięso zwierząt rzeźnych tuż po uboju jest ciężkostrawne, mało soczyste i twarde (pH tkanek waha się w granicach 7,3-7,4). W takiej formie nie nadaje się w zasadzie do spożycia. Po uboju następuje etap stężenia pośmiertnego. Wstrzymaniu ulega krążenie krwi, a co za tym idzie także transport tlenu do komórek mięśniowych. Enzymy rozkładają glikogen na kwas mlekowy. W tej sytuacji pH mięśni obniża się do 6,7-6,8. Duża ilość kwasu mlekowego powoduje pęcznienie substancji białkowych w mięśniach, które kurczą się i twardnieją. Stężenie pośmiertne trwa zwykle 3-4 doby po uboju. Po jego ustąpieniu mięso zaczyna dojrzewać. W trakcie tego procesu substancje białkowe w mięśniach ulegają przemianom pod wpływem enzymów. Następuje rozkład białka złożonego na prostsze związki, które łatwiej rozpuszczają się w wodzie. Powstaje amoniak, który neutralizuje resztki kwasu mlekowego z mięśni. Mięso zmienia wtedy swoje cechy organoleptyczne – staje się miękkie, kruche, delikatne, lekkostrawne, soczyste. Nabiera też brunatnoczerwonej barwy i charakterystycznego aromatu, przyjemnego dla ludzi. To właśnie wzrost kruchości jest jednym z najbardziej oczekiwanych efektów dojrzewania mięs. Po odbyciu tego procesu mięso nadaje się do dalszej obróbki kulinarnej.
Podczas dojrzewania temperatura w pomieszczeniu powinna się wahać w granicach 0–6 °C (im temperatura niższa tym proces wolniejszy, ale efekty bardziej zadowalające; zamrożenie przerywa proces). W temperaturze 2–6 °C mięso dojrzewa około dwu tygodni.
Długotrwałość procesu dojrzewania jest wadą z punktu widzenia ekonomiki handlu, co powoduje, że proces jest w masowej produkcji przemysłowej przyspieszany. Najczęściej przyspieszenie uzyskuje się wprowadzając do mięsa kwas mlekowy lub octowy. Można też podnosić temperaturę pomieszczeń, np. w temperaturze 15–38 °C czas dojrzewania skraca się 3-5-krotnie.
Po zakończeniu dojrzewania procesy enzymatyczne nie kończą się – ich prędkość zależy od dalszych warunków przechowywania mięsa. Białka nadal są rozkładane przez enzymy – powstają aminokwasy i produkty ich rozkładu: amoniak i siarkowodór. Amoniak sprzyja rozrodowi bakterii gnilnych. Dalszy rozkład powoduje, że mięso staje się niezdatne do spożycia i zagraża zdrowiu.